# Rafael López Somoza
Rafael López Somoza fue un actor español. Nació en Madrid el 4 de marzo de 1900 y murió en Madrid el 26 de mayo de 1977.

## Biografía
Debutó a los dieciséis años en la obra teatral Los cadetes de la Reina. Más adelante se integra en la compañía de Casimiro Ortas. En la década de 1920 se embarcó hacia Cuba donde formó parte de la compañía de Ernesto Vilches. Entre las piezas que estrenó, puede destacarse Anacleto se divorcia (1932), de Pedro Muñoz Seca y Un adulterio decente (1935), de Enrique Jardiel Poncela, junto a Isabel Garcés. Llegó a formar su propia compañía, contando entre sus miembros al actor cómico Paco Martínez Soria.
Se retiró de los escenarios en 1957, para dedicarse a la gran pantalla. De esta época, entre otras películas, destaca su participación como actor en Ninette y un señor de Murcia (1965) y Un millón en la basura (1967).
En el cine fue un actor de reparto eminentemente cómico, apareciendo sobre todo en películas con su amigo Paco Martínez Soria.
Qué hacemos con los hijos (1967), El turismo es un gran invento (1968), ¡Se armó el belén! (1970), Hay que educar a papá (1971) y El padre de la criatura (1972).